# Hyobanche
Hyobanche es un género con ocho especies  descritas de plantas fanerógamas perteneciente a la familia Orobanchaceae.

## Taxonomía
El género fue descrito por Carlos Linneo y publicado en Mantissa Plantarum 2: 155. 1771.    La especie tipo es:  Hyobanche sanguinea

## Especies
- Hyobanche atropurpurea
- Hyobanche calvescens
- Hyobanche coccinea
- Hyobanche fulleri
- Hyobanche glabrata
- Hyobanche robusta
- Hyobanche rubra
- Hyobanche sanguinea